# Петренко Дмитро Пилипович
Дмитро Пилипович Петренко (нар. 8 жовтня 1908, Велика Рублівка, Російська імперія — пом. 21 січня 1940) — учасник радянсько-фінської війни, молодший лейтенант, Герой Радянського Союзу (1940).

## Із біографії
Народився 8 жовтня 1908 року в селі Велика Рублівка (тепер Котелевського району Полтавської області) в селянській родині. Українець. Закінчив початкову школу. Працював у колгоспі. З 1930 року на військовій службі у 14-му прикордонному загоні військ ОДПУ Білоруської РСР. Член ВКП(б) із 1931 року. У 1932 р. закінчив школу молодших командирів і був призначений командиром віддідення, а згодом — командиром взводу. У 1934 році був переведений у внутрішні війська НКВС СРСР і служив у частинах Головного управління виправничо-трудових таборів (ГУЛАГа). З 1939 року — командир взводу 1-го мотострілецького полку військ НКВС Білоруської РСР. Учасник радянсько-фінської війни. 29 грудня 1939 року був призначений командиром кулеметного взводу.
Молодший лейтенант Дмитро Петренко відзначився в січні 1940 року. Його рота оволоділа стратегічно важливою висотою. Після загибелі командира роти і політрука Д. Ф. Петренко прийняв командування підрозділом. Перебуваючи в оточенні протягом багатьох днів, червоноармійці відбили всі ворожі атаки, завдали йому великих втрат у живій силі. В одному з боїв 21 січня 1940 Дмитро Петренко загинув.
Указом Президії Верховної Ради СРСР від 26 квітня 1940 року, за зразкове виконання бойових завдань командування фронту і проявлені при цьому відвагу та героїзм, молодшому лейтенанту Дмитру Пилиповичу Петренко посмертно присвоєно звання Героя Радянського Союзу з врученням ордена Леніна і медалі «Золота Зірка».